# Hôtel de Sade de Saint-Rémy-de-Provence
Ne doit pas être confondu avec l'Hôtel de Sade en Avignon.
L'hôtel de Sade est un hôtel particulier du XVIe siècle situé à Saint-Rémy-de-Provence (Bouches-du-Rhône). Il abrite un musée archéologique, lié au site archéologique de Glanum, ainsi que les vestiges de thermes gallo-romains et les ruines de la chapelle des pénitents noirs. Il est géré par le centre des monuments nationaux.

## Historique

### L'hôtel de Sade
L'hôtel particulier a été bâti en 1513 par Balthazar de Sade, ancêtre du marquis de Sade. Il combine les styles gothique flamboyant et renaissance Il a été acquis en 1929 par l'état et classé monument historique. Il accueille le dépôt des fouilles du site archéologique de Glanum depuis 1954.

### Vestiges antiques
Jules Formigé découvre un ensemble thermal du IVème siècle.

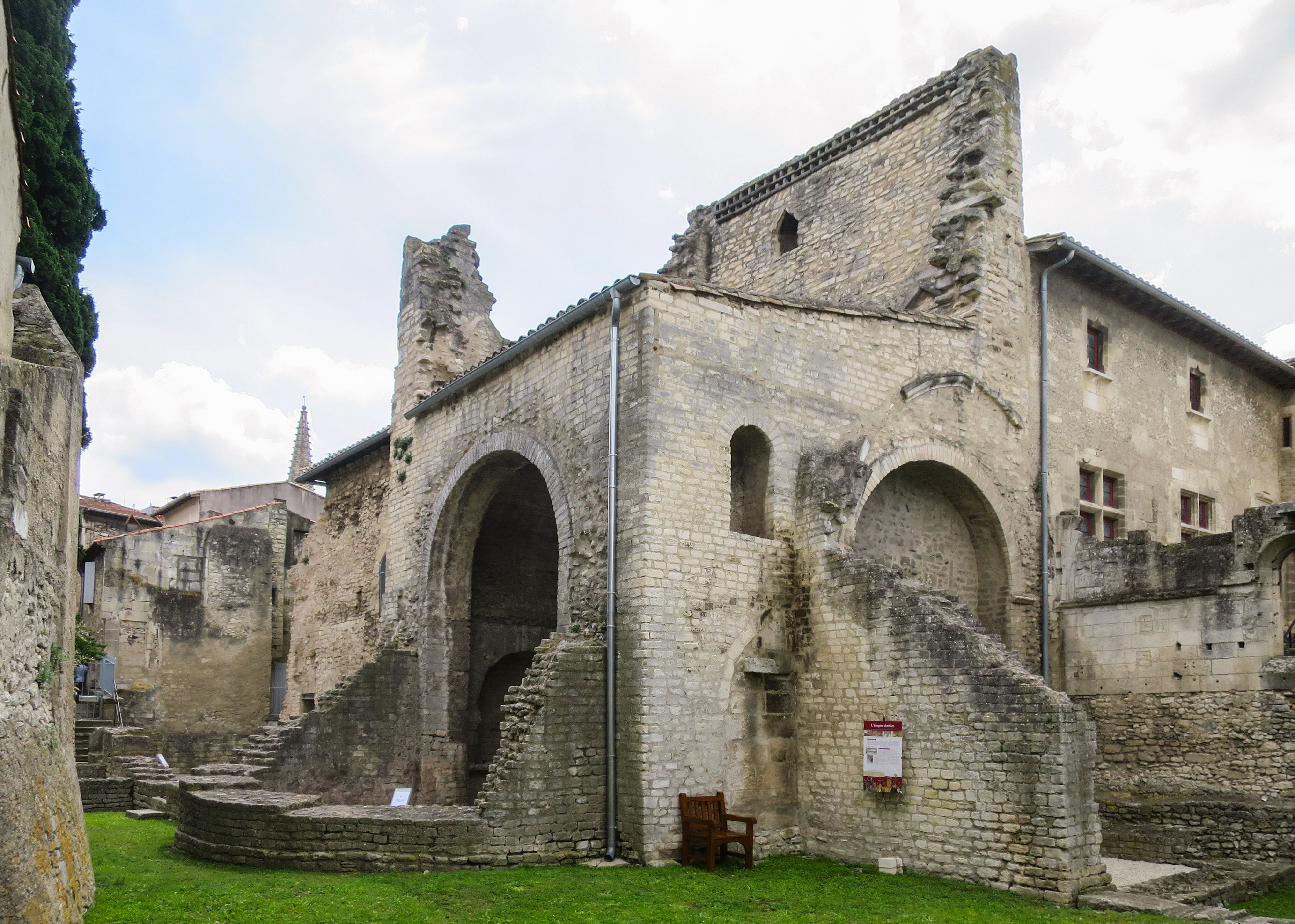
Vue des thermes.

## Edifices religieux
Au début du moyen-âge a été bâti la chapelle Notre-Dame-de-la-Tour, devenue église Saint-Pierre par les moines de l’abbaye bénédictine Saint-Pierre de Montmajour. L'église et les bâtiments associés ont été cédés par le pape Jean XXII à l'archevêque d'Avignon, et transformés en maison de la Dîme. Les Pénitents noirs construisent une nouvelle chapelle en 1563, dont le toit s'écroule en 1897.